# 蔡亞臻
蔡亞臻（1983年7月2日—2020年10月18日），藝名糖糖，臺灣前女童星。

## 童星生涯
蔡亞臻原生家庭住新北市泰山區，父親在工廠任職，兄長也是童星。她兩歲時以「糖糖」藝名拍廣告，最為人熟知的廣告是跟夏靖庭拍的豐年果糖廣告。除豐年果糖外，還替三菱除濕機、噴效殺蟲液、白蘭洗碗精當廣告童星，拍過台視電視劇《小婦人週記》、台視八點檔連續劇《郵差總是按對鈴》，拍過電影《鄭進一的鬼故事》、《中國最後一個太監》、《大小老千》，以及與陶大偉共同主持中視兒童節目《歡樂甜甜屋》，出過唱片《歡樂小郵差》等。
還沒上小學的蔡亞臻便參加《郵差總是按對鈴》演出，飾演媽媽的曾慶瑜有空還會買玩具給她。當時飾演糖糖叔叔的謝祖武回憶，在全劇組跟她年齡距離最近、也特別聊得來，稱讚她演戲很棒，且熬到半夜明天要上學也從不喊累。影棚空檔時，就在媽媽陪同下作功課。1989年夏，台視見《郵差總是按對鈴》受歡迎，再以原班人馬推出續集《又見郵差來按鈴》。這時班上同學選她當衛生股長，她演戲時就去檢查其他人的手帕和衛生紙，弄得眾家明星啼笑皆非。因她在這兩齣戲表現好，太平洋音樂將她打扮成「小郵差」，於1990年推出唱片專輯《歡樂小郵差》，主唱中華民國兒童保護協會公益廣告主題曲《牆腳下的小孩》。
華視單元劇《情變》裡，由顏鳳嬌演罹患白血症的糖糖母親，經常有哭戲。後來糖糖與藝名「佩佩」的楊佩潔都回憶，若哭戲哭不出來，就被人說要捏她們大腿；還說因哭到沒淚，只好抹綠油精。
1990年代初的臺灣演藝界，蔡亞臻與藝名「皓皓」的夏振皓配為一對小童星，兩方家長也常聯誼，不但是演藝圈人士結婚的「最佳花童」，雙方親友有人結婚也指定他們，甚至還有不熟識的人願出高價請兩人當花童。他倆不僅在戲劇節目中搶手，也走紅於唱片界、廣告界，擁有「迷你金童玉女」的雅號。兩人經常相互探班，工作人員因此常笑皓皓風流。一次，糖糖演戲回家後就問媽媽什麼是「處女」，讓爸爸有點擔心，母親則認為這是機會教育。
1991年冬，蔡亞臻參與華視單元劇《母雞帶小鴨》演出，其餘演員有文英、劉方英、蘇有朋等。1994年春，蔡亞臻在台視八點檔連續劇《倚天屠龍記》演出。
1996年中，蔡亞臻升上國中二年級時，已有兩年的時間沒接任何戲；母親表示，已經很多人不認得糖糖。該年糖糖接下台視連續劇《根》，飾演陳亞蘭女兒。

## 淡出演藝圈
之後，蔡亞臻逐漸淡出演藝圈，偶爾上上通告，於科技園區某科技公司擔任文職。她小時候說要像母親一樣作個家庭主婦，還會代媽媽作家事。她與同住泰山區的楊姓男子結婚，婚姻八年還未有子嗣；夫妻倆不時利用下班時間，就近到糖糖娘家探視其母。

## 逝世
2020年10月18日下午1點許，三十七歲的蔡亞臻與夫婿騎車雙載回娘家時，在新北市新莊區化成路與五工一路口停等紅燈，遭李姓男子所駕駛的廂型車從後衝撞，當場無生命徵象，緊急送醫後仍宣告不治。